# Trimma lantana
 Trimma lantana és una espècie de peix de la família dels gòbids i de l'ordre dels perciformes.

## Morfologia
- Els mascles poden assolir 2,9 cm de longitud total.[3]

## Hàbitat
És un peix marí de clima tropical que viu fins als 3-25 m de fondària.

## Distribució geogràfica
Es troba a Austràlia i Salomó.